# Костантен, Жюльен Ноэль
Жюльен Ноэль Костантен (фр. Julien Noël Costantin; 1857—1936) — французский ботаник и миколог.

## Биография
Жюльен Ноэль Костантен родился 16 августа 1857 года в городе Париж во Франции. Учился в Парижской политехнической и Высшей нормальной школах. В 1879 году Кастантен окончил Высшую нормальную школу со степенью по математике и физике, затем стал учиться биологии и в 1881 году получил степень бакалавра по естествознанию. В 1883 году ему была присвоена степень доктора философии за работу Étude comparée des tiges aériennes et souterraines des dicotylédones. В том же году он был назначен ассистентом профессора Университета Бордо. В 1884 году Жюльен вернулся в Париж и стал работать в Национальном музее естественной истории. В 1887 году Костантен стал ассистентом профессора по ботанике Высшей нормальной школы. Также он преподавал в Национальной сельскохозяйственной школе Версаля. В 1912 году Жюльен Ноэль стал членом Французской академии наук. В 1919 году он сменил Эдуарда ван Тигема на должности главы отделения ботаники Музея. Жюльен Костантен скончался 17 ноября 1936 года в Париже.

## Некоторые научные работы
- Atlas en couleurs des orchidées cultivées.
- Les Mucédinées simples. Histoire, classification, culture et rôle des champignons inférieurs dans les maladies des végétaux et des animaux (1888).
- Nouvelle flore des champignons, pour la détermination facile de toutes les espèces de France et de la plupart des espèces européennes (1891)
- Atlas des champignons comestibles et vénéneux (1895).
- Avec Léon Marie Dufour (1862-1942), Petite flore des champignons comestibles et vénéneux, pour la détermination rapide des principales espèces de France (1895).
- Les végétaux et les milieux cosmiques (1898).
- Le Mythe du chêne marin (1899).
- La nature tropicale (1899).
- L'Hérédité acquise, ses conséquences horticoles, agricoles et médicales (1901).
- Le transformisme appliqué à l'agriculture (1906).
- Les progrès de la culture des fleurs et leur importance pour les théories transformistes (Scientia, t. X, 1911)
- La Vie des orchidées (1917).
- Cinquième édition revue et augmentée des Éléments de botanique de Avec Philippe Van Tieghem (1839-1914) (1918).
- Atlas des orchidées cultivées (1927).

## Организмы, названные в честь Ж. Н. Костантена
- Costantinella Matr., 1892
- Ascobolus costantinii Rolland, 1888
- Cephalosporium costantinii F.E.V.Sm., 1924
- Cryptococcus costantinii Guég., 1904
- Cynanchum costantinianum Tsiang, 1939 [syn.  Tylophora costantiniana (Tsiang) M.G.Gilbert, W.D.Stevens & P.T.Li, 1995]
- Hoya costantinii P.T.Li, 1984, nom. nov.
- Gravisia costantinii Mez, 1916 [syn.  Aechmea costantinii (Mez) L.B.Sm., 1970]
- Kalanchoe costantinii Raym.-Hamet, 1907 [syn.  Kalanchoe beauverdii Raym.-Hamet, 1907]
- Penicillium costantinii Bainier, 1906
- Sclerotium costantinii É.E.Foëx & Rosella, 1937
- Sedum costantinii Raym.-Hamet, 1909